# 陳國華 (光緒庚寅進士)
陳國華（?—?），湖北省荊州府江陵縣人，清朝政治人物、同進士出身。
光緒十六年（1890年），参加光緒庚寅科殿試，登進士三甲21名。同年五月，著主事，分部学习。